# 塞居尔侯爵
菲利普·亨利·德·塞居尔，塞居尔侯爵（法語：Philippe Henri de Ségur, Marquis de Ségur，1724年1月20日—1801年10月3日），是法国的元帅、国防大臣，还是法国摄政王菲利普二世的外孙。